# Memma
Memma (finsk mämmi) er en traditionel finsk påskeret, som spises som dessert.

## Udseende og tilberedning
Memma tilberedes af rugmel, ristet rugmalt, sirup, husholdningssalt og appelsinskal. Retten er klæbrig og mørkebrun med stærk, sød duft af korn. Memma spises som regel med mælk eller kaffefløde og strøsukker.
Memman opbevaredes tidligere i birkebarkæsker, men i dag bruges især pap. Den færdige memma skal opbevares afkølet; ofte fryses den før distribution til butik. En kendt producent er i Toijala i Birkaland i Finland. I Sverige er Fazer storproducent af memma.

## Etymologi
Det svenske ord memma er et eksempel på en uegentlig finlandisme.

## Øvrigt
Memma forekommer også på den persiske menu (haft sin) til nouruz (nytår).

## Links
- Fazer om memma (Webside ikke længere tilgængelig)
- Opskrift på memma i den svenske wikikogebog

| Mad og drikke | Spire Denne artikel om mad og drikke er en spire som bør udbygges. Du er velkommen til at hjælpe Wikipedia ved at udvide den. |